# Carl Altmüller

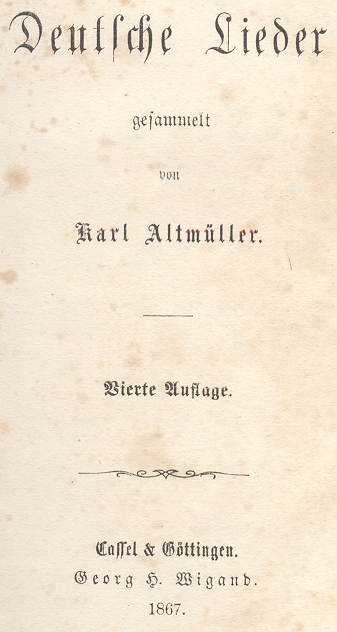
Sammlung deutscher Lieder, Kassel/Göttingen 1867 (Titelseite)

Carl Altmüller (* 1. Januar 1833 in Hersfeld; † 23. September 1880 in Kassel) war ein deutscher Bibliothekar, Archivar und Autor.

## Leben
Altmüller war der Sohn eines Geistlichen, der als Pfarrer in Hersfeld und später als Metropolitan in Melsungen tätig war. Er besuchte das Friedrichsgymnasium in Kassel. Anschließend studierte er zunächst Medizin, danach Jura, Philosophie und Literatur in Marburg, Berlin und München. 1857 wurde er zum Dr. jur. promoviert. 1859 und 1860 gab er in Kassel die literarische Wochenzeitschrift Der Telegraph heraus. Kurzzeitig war er als Kaufmann in Leipzig tätig, bevor er seinen juristischen Vorbereitungsdienst am Obergericht Kassel leistete. 
Altmüller war Volontär bei der Leipziger Agentur F.C. Gottlieb, arbeitete als Schriftleiter und publizierte ab 1861 als Theaterkritiker und Kulturjournalist in Kassel. Nach den Preußischen Annexionen fand er Anstellung im Staatsdienst und war von 1866 bis 1871 für das hessische bzw. preußische Staatsarchiv Kassel (ab 1870 Marburg) als Archivsekretär tätig. Von 1871 bis 1880 war er 1. Bibliothekar und Vorstand der Murhardschen Bibliothek in Kassel.
Daneben arbeitete Altmüller als Dramaturg am Hoftheater Kassel. Auch verfasste er Gedichte, Novellen und Erzählungen mit autobiografischem Bezug. Bekanntheit erlangte sein Hessenlied („Ich weiss ein teuerwertes Land“). 1868 übersetzte er Robinson Crusoe ins Deutsche.
In der Nacht vom 22. zum 23. September 1880 starb Altmüller im Alter von 47 Jahren unerwartet an einem Herzinfarkt. Sein Ehrengrab befindet sich auf dem Hauptfriedhof in Kassel.